# 門尼希湖
52°6′48″N 13°22′45″E / 52.11333°N 13.37917°E

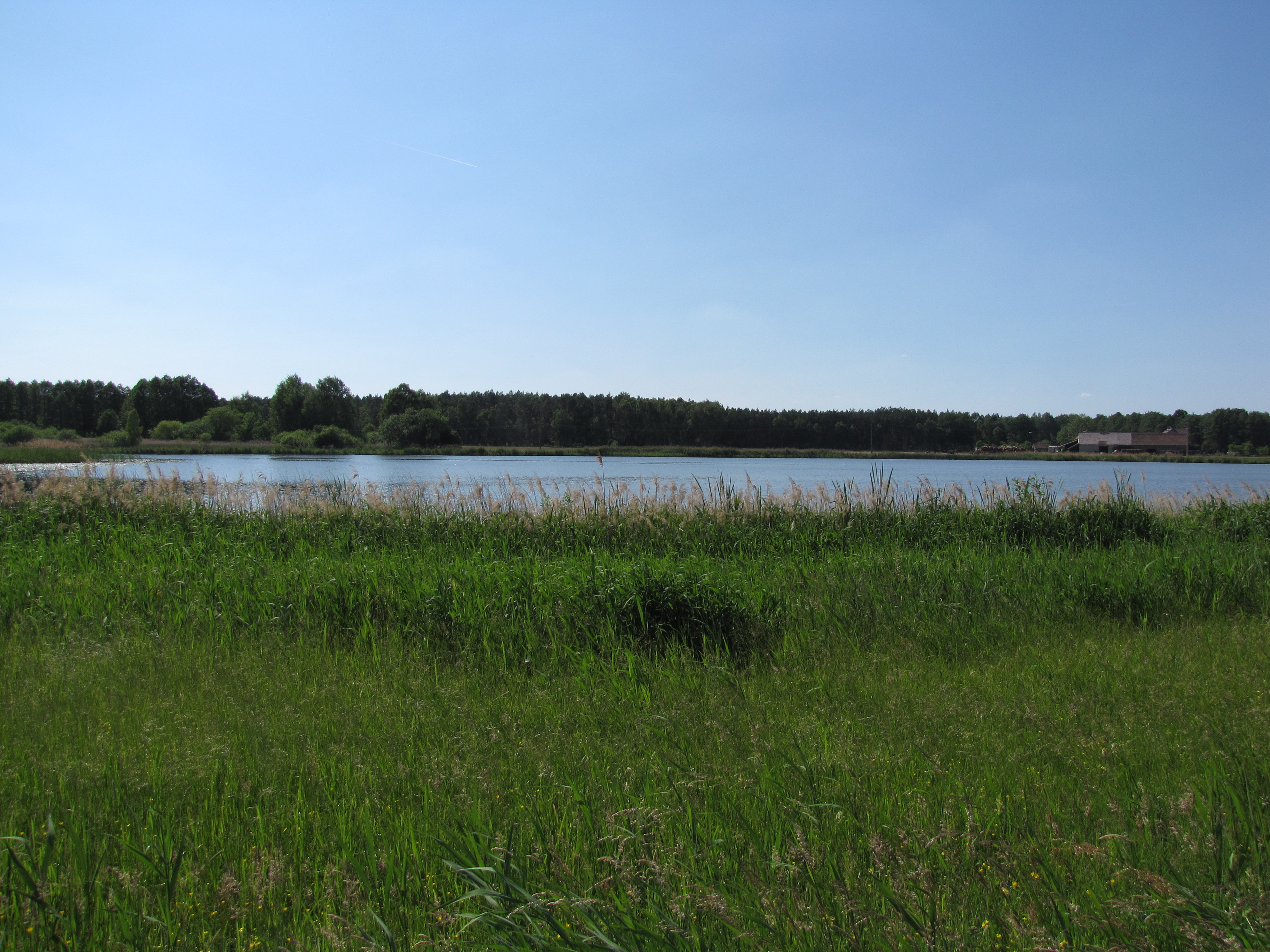

門尼希湖（德語：Mönnigsee），是德國的湖泊，位於該國西南部，由勃蘭登堡州負責管轄，處於泰爾托-弗萊明縣，長0.3公里、寬0.3公里，面積0.01平方公里，海拔高度45米，最大水深4米。